# Henry Rebello
Henry Rebello (17 de noviembre de 1928 - 27 de agosto de 2013) fue un triplista indio. Compitió en la primera aparición olímpica de la India en 1948 en Londres. Se retiró como capitán de grupo en el año 1980 de la Fuerza Aérea de la India.
Rebello murió el 27 de agosto de 2013, a los 84 años de edad, tras una larga enfermedad.